# KMC Komando
KMC Komando är en indonesisk stridsbåt tillverkad av Tesco Indomarine.. Båten bär vissa utseendemässiga likheter med den svenska Stridsbåt 90H. Båten är 18 m lång, har kapacitet för 30 passagerare och en uppgiven toppfart på 40 kn.